# Forêt nationale d'Homochitto
La forêt nationale d'Homochitto (en anglais : Homochitto National Forest) est une aire protégée américaine dans les comtés d'Adams, Amite, Copiah, Franklin, Jefferson, Lincoln et Wilkinson, au Mississippi. Cette forêt nationale a été créée le 20 juillet 1936.